# Acrodictys bambusicola
Acrodictys bambusicola är en svampart som beskrevs av M.B. Ellis 1961. Acrodictys bambusicola ingår i släktet Acrodictys, divisionen sporsäcksvampar och riket svampar.   Inga underarter finns listade i Catalogue of Life.